# NGC 6530
NGC 6530 (również OCL 19 lub ESO 521-SC21) – gromada otwarta znajdująca się w gwiazdozbiorze Strzelca. Odkrył ją Giovanni Hodierna przed 1654 rokiem. Jest położona w odległości ok. 4,3 tys. lat świetlnych od Słońca.

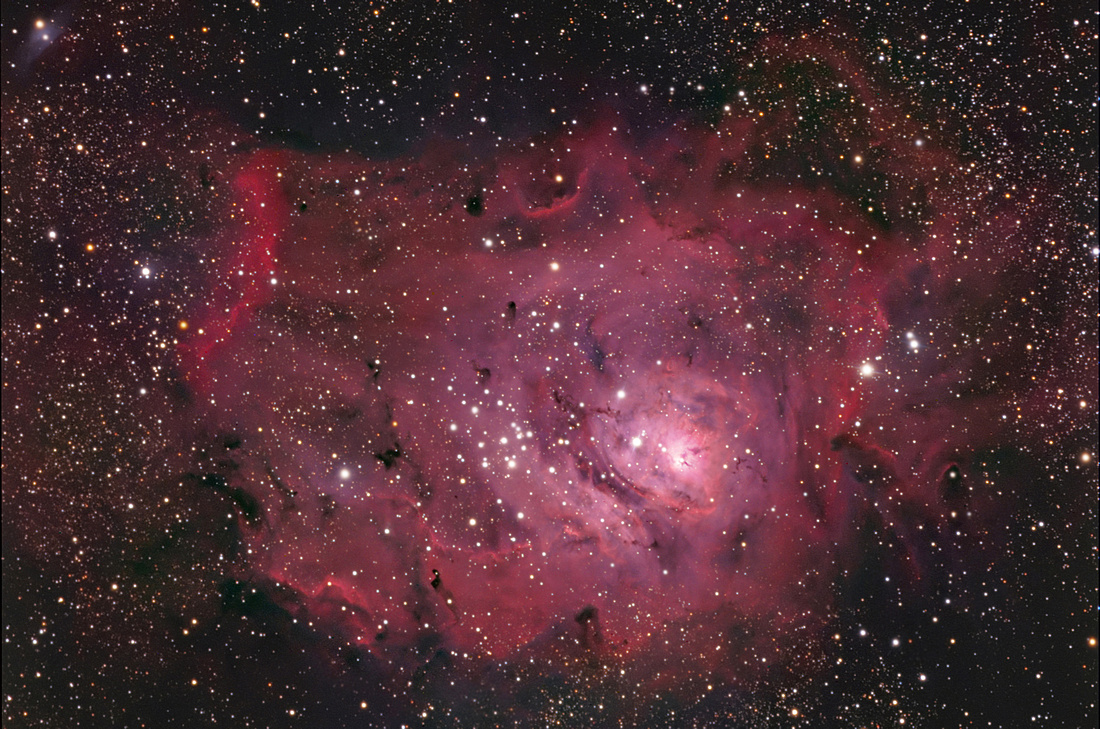
Mgławica Laguna. NGC 6530 leży na lewo od jej centrum (Hunter Wilson)

NGC 6530 leży wewnątrz Mgławicy Laguna (NGC 6523) i zawiera od 50 do 100 gwiazd w wieku jedynie kilku milionów lat o siódmej wielkości gwiazdowej i ciemniejszych.